# Żaralec
Żaralec (biał. Жаралец; ros. Жерелец, Żerielec; pol. hist. Żerelec) – chutor na Białorusi, w obwodzie homelskim, w rejonie lelczyckim, w sielsowiecie Lelczyce, przy drodze republikańskiej R128.

## Historia
Chutor istniał w dwudziestoleciu międzywojennym. Położony był wówczas w granicach Związku Sowieckiego. W późniejszym okresie zlikwidowany. Został przywrócony 23 października 2009.